# Cephaleta tripathii
Cephaleta tripathii är en stekelart som först beskrevs av Kaul 1974.  Cephaleta tripathii ingår i släktet Cephaleta och familjen puppglanssteklar. Inga underarter finns listade.